# Grande Poste d'Alger
Pour les articles homonymes, voir Grande Poste.
La Grande Poste d'Alger est un édifice de style néo-mauresque, construit à Alger en 1910 par les architectes Jules Voinot et Marius Toudoire, qui abrite les services de la poste algérienne au cœur de la ville d'Alger en Algérie.
La Grande Poste d'Alger est située au cœur d'Alger. Elle est le principal repère touristique d'Alger-Centre.

## Historique

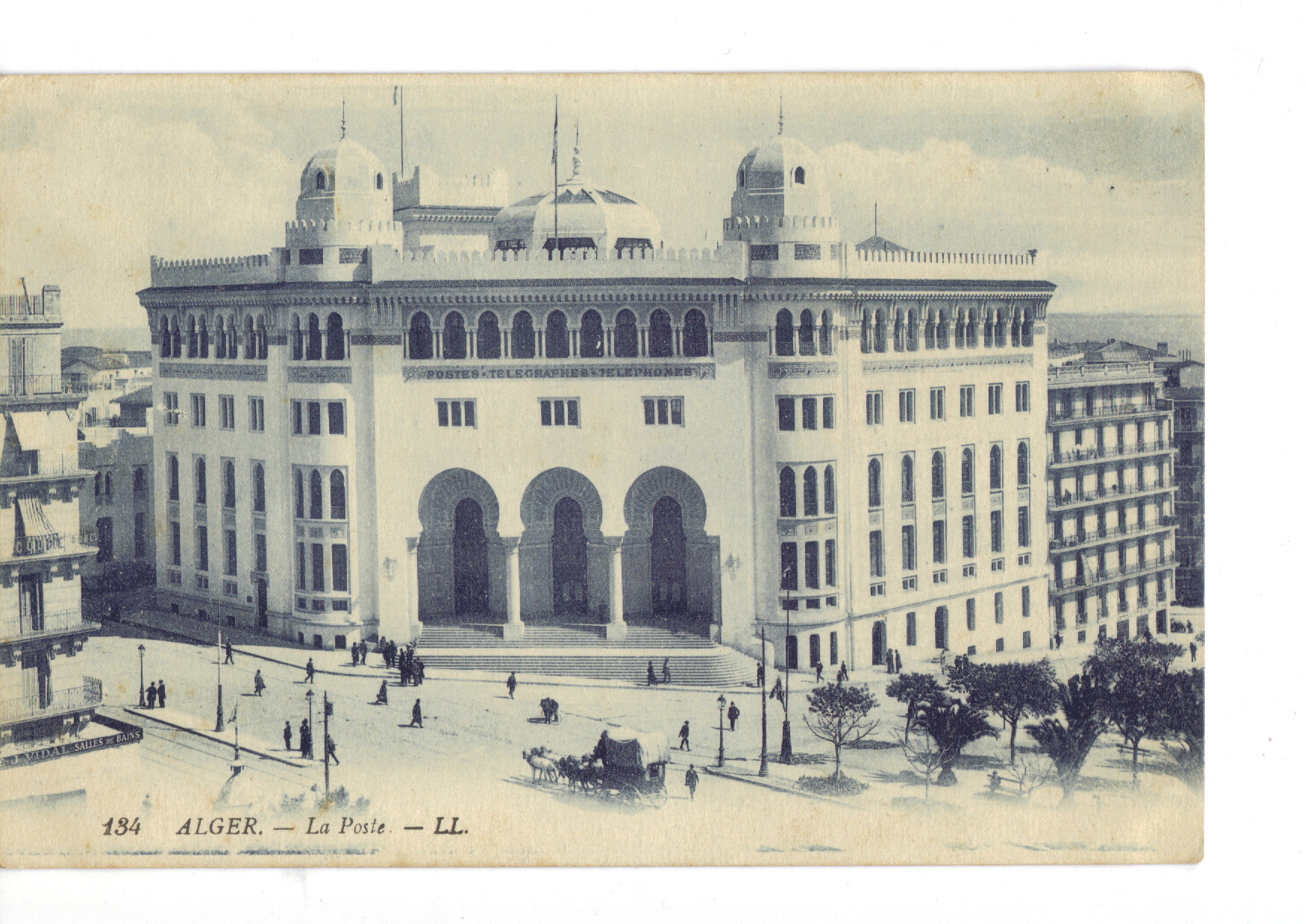
La Grande Poste au début du XXe siècle.

La Grande Poste a été construite à l'emplacement d'une église anglicane construite en 1870 sur l’ancien Plateau des Glières.
Jusqu'en 1962, la Grande Poste se situe au cœur du quartier européen d'Alger et à quelques centaines de mètres du siège du Gouvernement Général, au pied du Forum d'Alger, constant lieu de rassemblement des manifestations en faveur de l'Algérie française. C'est pourquoi, au cours des différentes crises politiques marquant la fin de l'époque coloniale, le bâtiment apparaît régulièrement en arrière-plan des clichés d'actualité de l'époque. Ainsi, des barricades se dressent à quelques mètres du bâtiment pendant la Semaine des barricades, en janvier 1960. Le 26 mars 1962, pendant la fusillade de la rue d'Isly (actuelle rue Larbi Ben M'Hidi) qui fait suite à la signature des accords d'Évian, des dizaines de manifestants pieds-noirs blessés se protègent des tirs de militaires français, en se réfugiant sur le parvis de la Grande Poste. 80 morts et 200 blessés
En juillet 2015, des travaux sont entrepris à l'intérieur du bâtiment pour transformer la Grande poste en musée sur l'histoire de la poste et des télécommunications en Algérie
,.

## Description
La Grande poste d'Alger est située au carrefour dit de la Grande poste anciennement Plateau des Glières, à l'intersection des grands axes d'Alger-Centre : les rampes Tafourah à l'est, qui permettent l'accès au centre-ville depuis le port d'Alger, le boulevard Mustapha Benboulaid au nord, qui se dirige vers le quartier historique de la Casbah, le boulevard Mohamed Khemisti (anciennement Laferrière) à l'ouest, qui enlace le jardin du même nom, lequel donne sur le parc de l'Horloge Florale avant de monter vers l'Esplanade d'Afrique que surplombe le Palais du gouvernement, et l'avenue Émir El Khettabi au sud, prolongement de la rue Didouche Mourad  (anciennement rue Michelet), l'artère commerçante d'Alger.
L'édifice tire son prestige de la splendeur de sa façade ornée de trois arceaux et d'une galerie supérieure formée d'arcades. Son escalier en marbre mène vers trois grandes portes imposantes en bois précieux.

## Accès
La Grande Poste d'Alger est desservie par la ligne 1 du métro d'Alger à la station Tafourah - Grande Poste.

## Galerie de photos

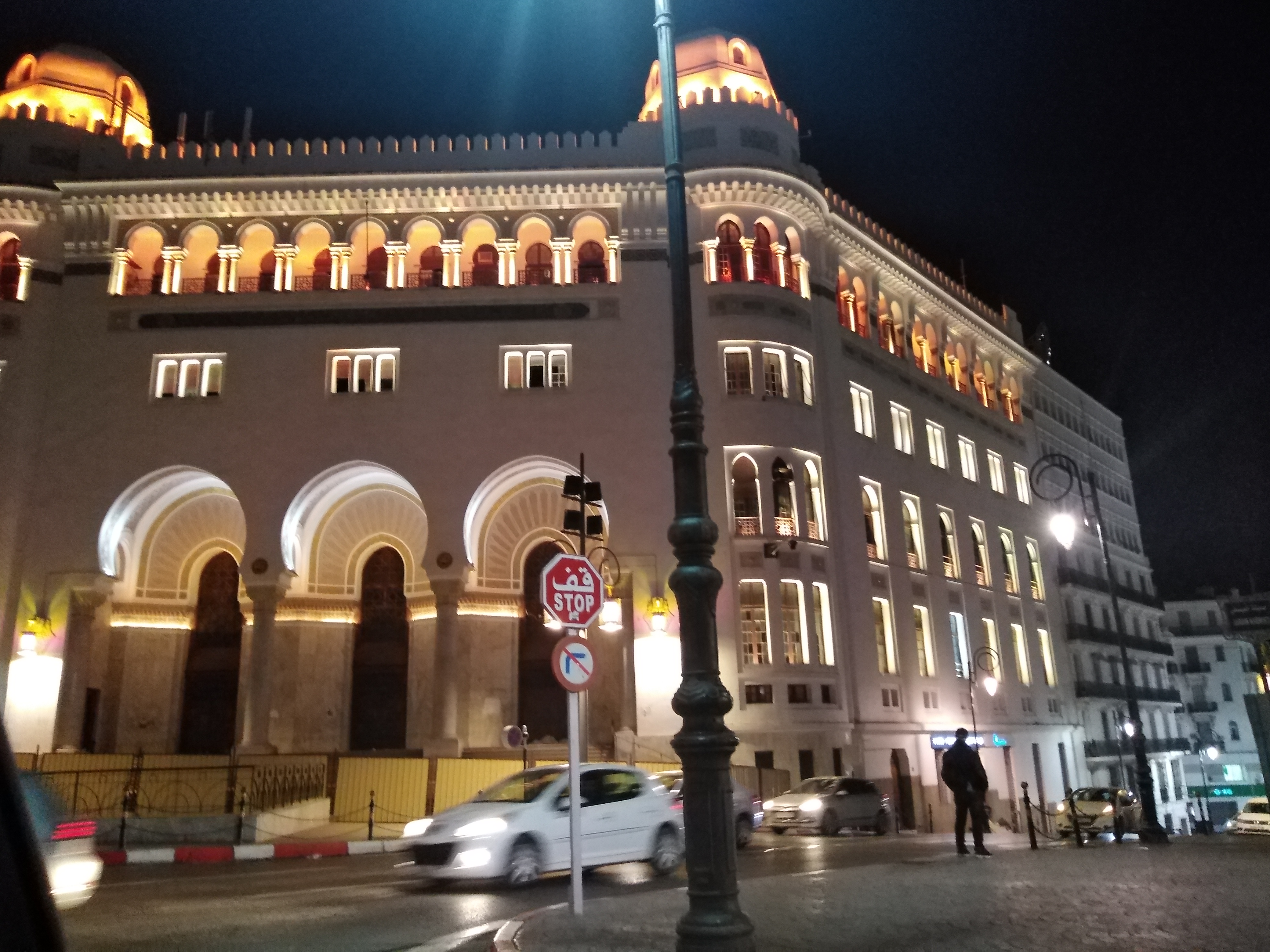
Vue de la Grande Poste, en soirée.
Entrée de la station de métro Tafourah - Grande Poste.
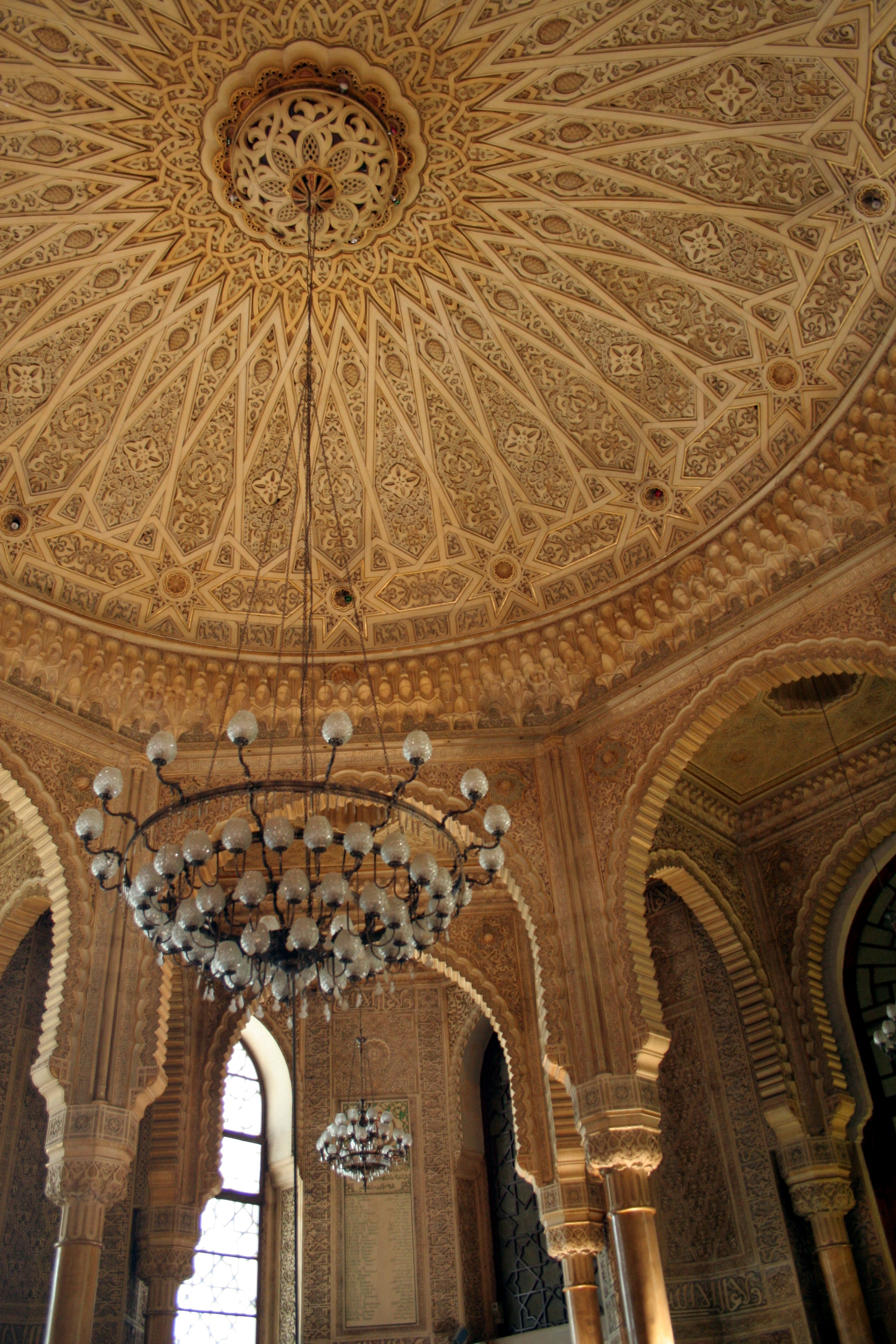
Intérieur de la Grande Poste, à côté des guichets.
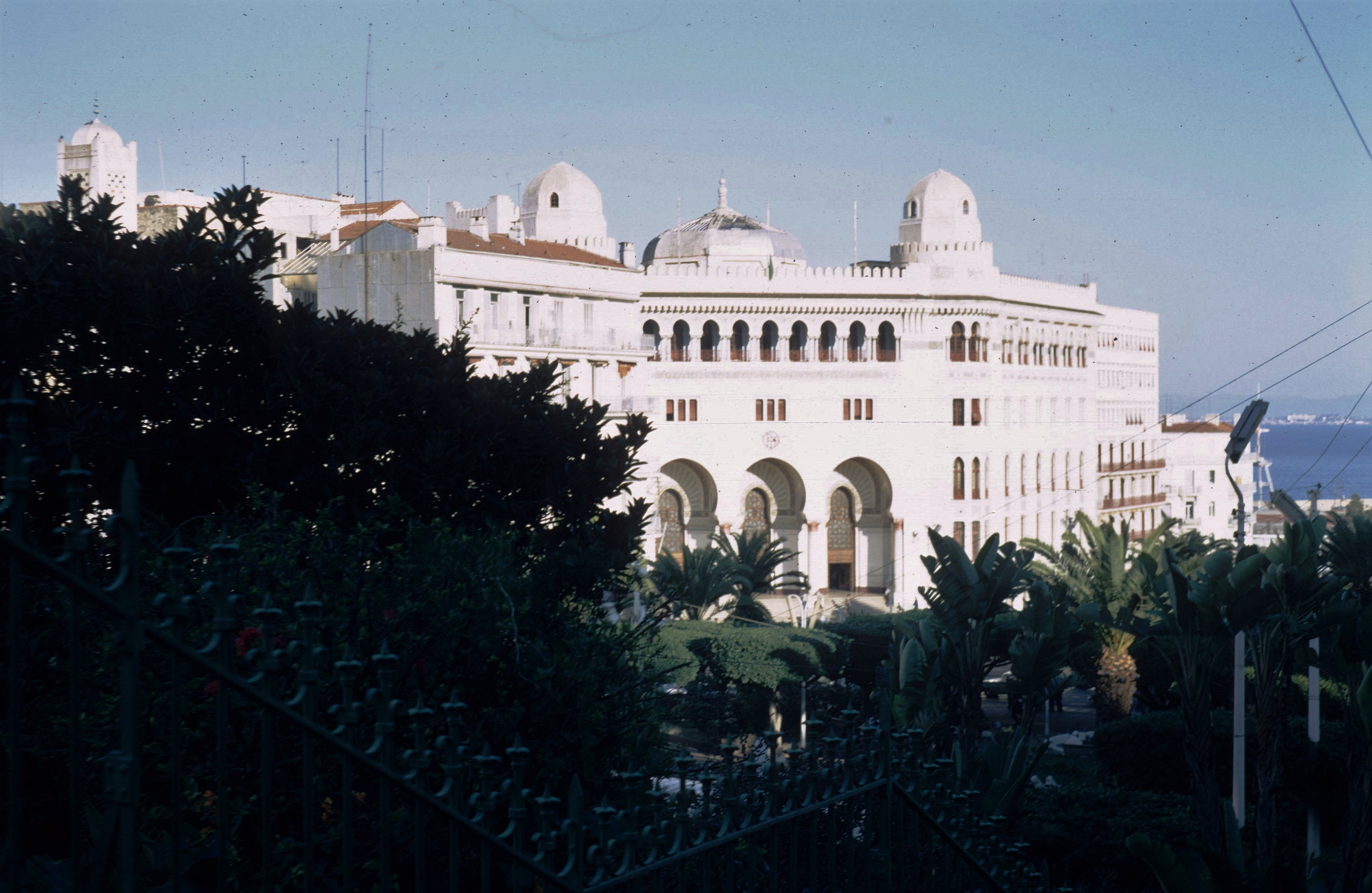
La grande poste d'Alger en 1970.